# カンボジアとインドネシアの関係
カンボジアとインドネシアの関係では、カンボジアとインドネシアの二国間関係を説明する。カンボジアは大使館をジャカルタに、同じくインドネシアは大使館をプノンペンに、それぞれ設置している。二国間の外交関係が1960年代に構築されて以来、インドネシアはカンボジアの平和と安定に向けた強力な支援国であり、1992年には国連カンボジア暫定統治機構にインドネシア国軍を派遣し、また1999年にはカンボジアのアセアン加盟でインドネシアは支援を行った。カンボジアは、インドネシアが一貫して能力構築支援 (キャパシティ・ビルディング) を行っていることを、高く評価している。両国とも、非同盟諸国とアセアンの加盟国である。

## 歴史

### 古代
古代のインドネシアとカンボジアの関係は、真臘 (チェンラ王国) とジャワのシャイレーンドラ朝やシュリーヴィジャヤ王国の頃にさかのぼる。ジャヤーヴァルマン2世王は、シャイレーンドラ朝を統治している間、何度かジャワに長期間滞在しており、802年にはジャワからカンボジアの主権を宣言、自らを普遍君主と宣言した。このようにして、クメール王朝が始まった。9世紀のカンボジアのバゴンとジャワ島のボロブドゥール遺跡の間には、ボロブドゥールがバゴンの原型となったことを示唆する顕著な類似性が存在する。カンボジアのクメール王朝とジャワのシャイレーンドラ朝の間には、外交使節団ではないにせよ、旅行者の交流はあったはずである。カンボジアに伝わったものは、思想だけではなく技術や建築のあり方の細部である。

### 現代
カンボジアは、1955年4月にインドネシアのバンドンで開催されたアジア・アフリカ会議に参加した。この会議は、非同盟諸国の設立に繋がった。1956年、インドネシアはカンボジアを主権国家と認め、1957年に両国は外交関係を結んだ。インドネシアは、同国1960年8号法に基づきカンボジア王国との間で友好条約を結んだ。
1960年代、インドネシアのスカルノ大統領はカンボジアを訪問、他方、ノロドム・シハヌークもインドネシアを訪れている。1992年、インドネシアはカンボジアの治安と和平を支援する国連カンボジア暫定統治機構に派遣団を送る国の一つとなった。インドネシアはまた、1999年にカンボジアによるASEAN加盟を歓迎、加盟を支援した。

## 文化

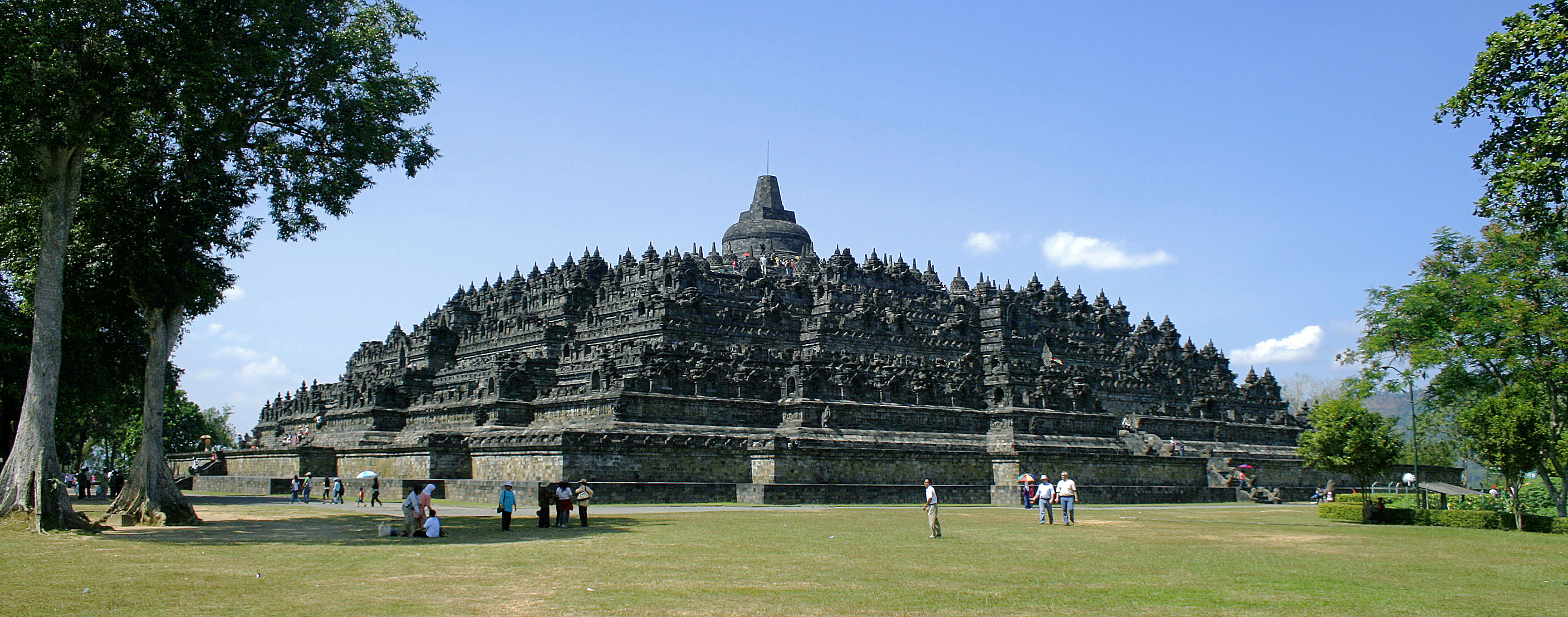
中部ジャワ州のボロブドゥール遺跡。アンコール・ワットよりも300年ほど古い、インドネシアの建築上の奇観の一つ

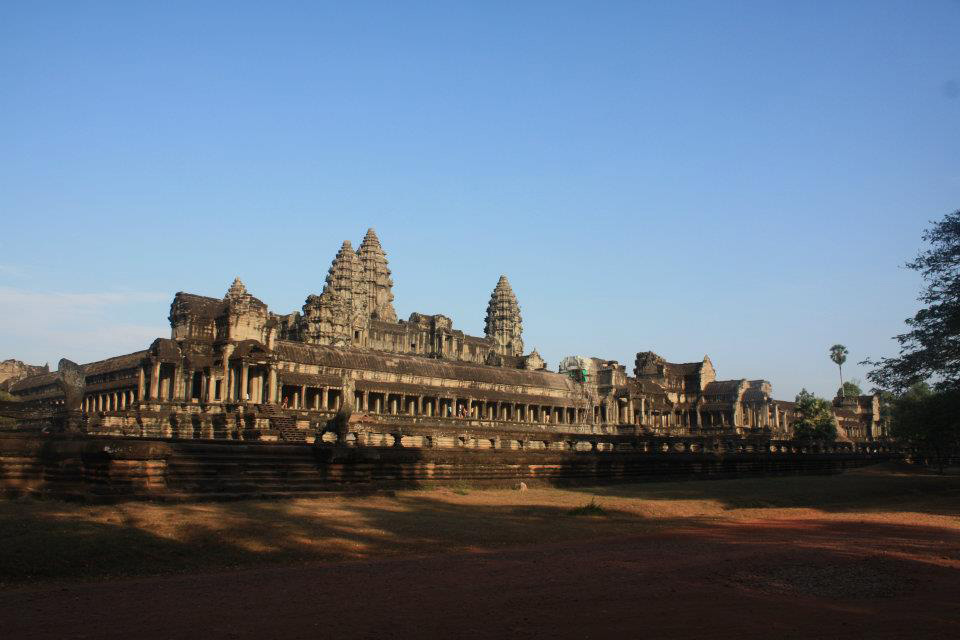
アンコール・ワット。古代クメール王朝における建築上の奇観の一つであり、古代ジャワとは多くの文化的共通点が存在する

両国には、ユネスコ世界遺産に登録されている、類似した考古学的遺産を有している。すなわちボロブドゥール遺跡とアンコール・ワットのことであるが、両遺産は2012年1月、インドネシアの北スラウェシ州マナドで開催されたアセアン・ツーリズム・フォーラムにおいて、姉妹遺産と宣言された。また、同フォーラムにおいてシェムリアップとジョグジャカルタ市は、姉妹都市の関係を結んだ。インドネシアは、ボロブドゥール遺跡を修復した経験があったため、アンコール遺跡保存の取り組みに対し、専門家を派遣した。インドネシアは、アンコール遺跡のうち、ピミアナカスに近いアンコール王宮の三つのメインゲートを修復するプロジェクトへの参加国の一つである。

## 経済関係
2010年6月、インドネシアとカンボジアはビザ免除措置に調印した。この調印は、二国間関係が上向くだけでなく、両国の国民同士の関係やビジネス関係の向上に資することが期待された。カンボジアとインドネシアの貿易機関係は、安定的な増加を示している。カンボジア商業省によれば、2012年の二国間の貿易額は2.2億米ドルで、対前年比で10パーセント上昇した。
インドネシアは、カンボジアとの貿易投資の促進を目指し、2012年8月、インドネシアはカンボジアより毎年10万トンのコメを輸入することで調印した。

## 安全保障
両国は、歴史的に緊密な軍事関係を共有している。インドネシアの特殊部隊コマンドは、1972年にカンボジア軍パラシュート突撃大隊の結成の支援と訓練を行った。同大隊は、カンボジア内戦の最終段階で実戦投入された。
カンボジアとタイの両国は、インドネシアをアセアン間での問題を解決する公明正大なオブザーバーとして、信頼を置いている。タイとカンボジアは、二国間の国境で軍事衝突が発生しないよう、インドネシア人監視団の国境への派遣を認める事で合意した。インドネシアは、タイとカンボジアの国境紛争のオブザーバーにも任命された
。